# Johann Heinrich von Mädler
Johann Heinrich von Mädler (født 29. maj 1794 i Berlin, død 14. marts 1874 i Hannover) var en tysk astronom.
Han studerede i Berlin og blev 1829 ansat ved Wilhelm Beers privatobservatorium, hvor han sammen med Beer observerede Mars og Jupiter, men fornemmelig Månen; resultaterne af sine observationer, målinger og studier over Månen har Mädler nedlagt i Mappa selenographica (1834—36) med teksten dertil: Der Mond (1837). Dette arbejde gjorde Mädler bekendt i vide kredse og skaffede ham Jérôme Lalandes medalje fra Akademiet i Paris.
I 1836 blev Mädler ansat ved observatoriet i Berlin og indehavde denne stilling, til han 1840 blev kaldet til direktør for observatoriet i Dorpat, dengang en del af det Russiske Kejserrige, og professor i astronomi sammesteds. I denne stilling stod Mädler til 1865. Under sit ophold i Dorpat beskæftigede han sig med forskellige grene af stellarastronomien, specielt med dobbeltstjerner og stjerner med egenbevægelse.
I Untersuchungen über die Fixsternsysteme (2 bind 1847 og 1848) og Die Centralsonne (1846) fremsatte han sine anskuelser over verdenssystemets konstitution. Hans Populäre Astronomie (1841, 8. oplag 1885) fik stor udbredelse; derimod var hans Geschichte der Himmelskunde (2 bind 1873) mindre vellykket. Som direktør for Observatoriet i Dorpat udgav Mädler Beob. auf der Univ. Sternwarte zu Dorpat (bind IX—XVI, 1841—66).